# Peters-Zwergfledermaus

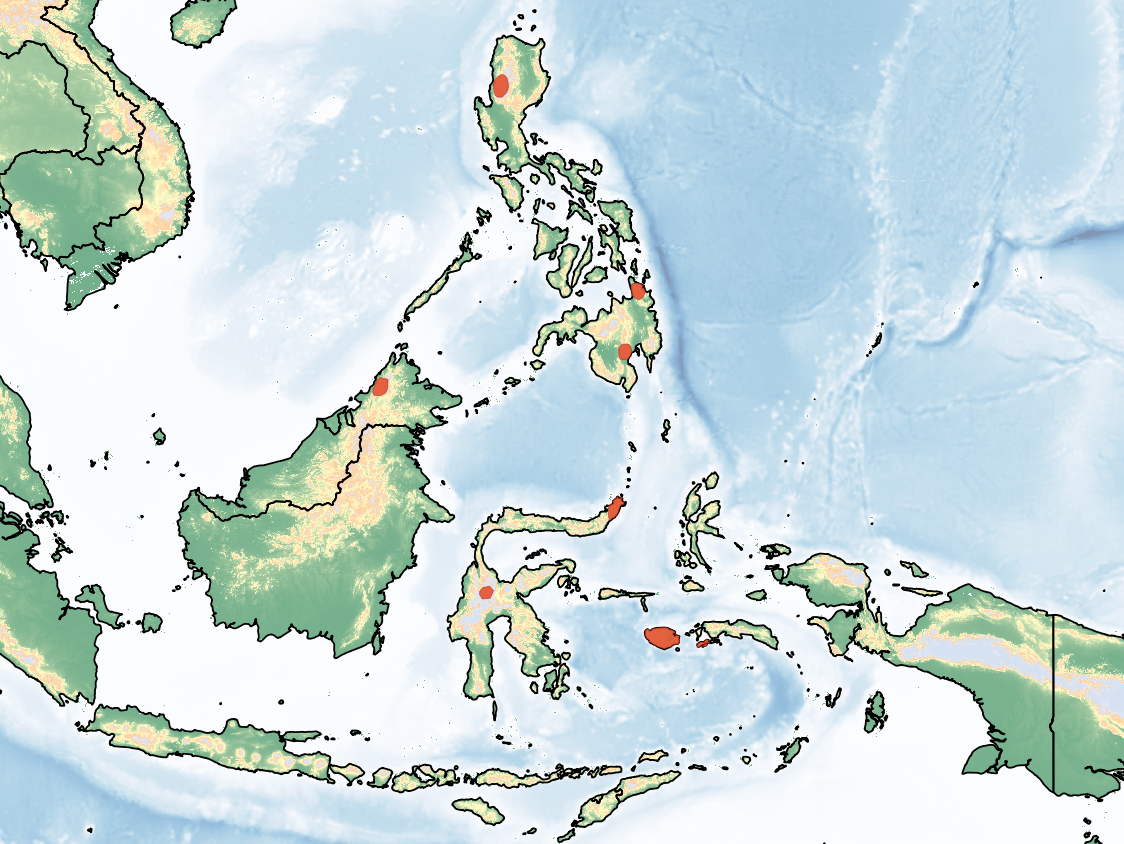
Verschiedene Populationen der Peters-Zwergfledermaus in rot

Die Peters-Zwergfledermaus (Falsistrellus petersi) ist ein verstreut in Südostasien und in der Region Australis verbreitetes Fledertier in der Familie Glattnasen. Wie andere Gattungsvertreter zählte die Fledermaus längere Zeit zur Gattung Zwergfledermäuse (Pipistrellus). Das Typusexemplar stammt aus dem Norden von Sulawesi. Noch im Jahr 2005 wurde eine engere Verwandtschaft mit der Schokoladen-Zwergfledermaus vermutet. Letztere wurde 2018 nach genetischen Studien in die Gattung Hypsugo überführt.

## Merkmale
Erwachsene Exemplare sind mit Schwanz 88 bis 92 mm lang, die Schwanzlänge beträgt 35 bis 39 mm und das Gewicht liegt bei 6 bis 6,6 g. Es kommen 38 bis 40 mm lange Unterarme, Hinterfüße von 8 bis 9 mm Länge und 14 bis 16 mm lange Ohren vor. Typisch sind lange schokoladenbraune Haare auf der Oberseite, die oft helle Spitzen haben, was an Raureif erinnert. Es ergibt sich ein leicht wolliges Fell. Unterseits sind die Haare dunkel an der Wurzel und hell an der Spitze. Kennzeichnend für den Kopf sind ein kurzer breiter Tragus im Ohr und Ohren, die im Verhältnis zur Gesamtgröße größer sind als bei den Zwergfledermäusen. Von ähnlichen Arten in derselben Region hat die Java-Zwergfledermaus kleinere Ohren, die größere Rohu-Fledermaus mehr glänzendes Fell und der Chinesische Abendsegler ist deutlich größer. Bei den Mausohren und den Wollfledermäusen ist der Tragus lang und schmal.

## Verbreitung und Lebensweise
Die Art hat mehrere disjunkte Populationen von Borneo, den nördlichen Philippinen und Sulawesi bis Ambon (Molukken). Sie lebt im Flachland und in Gebirgen. Die Funde von Luzon stammen aus 1250 bis 2530 Meter Höhe. Die Peters-Zwergfledermaus hält sich in moosbewachsenen Wäldern, Nadelwäldern und vermutlich anderen Wäldern auf.
Die Exemplare ruhen oft in selten genutzten Gebäuden abseits von Siedlungen. Vermutlich findet die Jagt auf Insekten auch über Ortschaften statt.

## Gefährdung
Für die Art sind weder Angaben zur Populationsgröße noch zu möglichen Bedrohungen bekannt. Die IUCN listet die Peters-Zwergfledermaus mit unzureichende Datenlage (data deficient).